# 海恩岑巴赫
海恩岑巴赫是德国莱茵兰-普法尔茨州的一个市镇。总面积3.42平方公里，总人口412人，其中男性193人，女性219人（2011年12月31日），人口密度120人/平方公里。